# Meteor (barca a vela)
Il Meteor è una piccola barca a vela, monotipo a chiglia disegnato nel 1968 dall'architetto olandese Van De Stadt per veleggiare su laghi e mari italiani. Da allora, la barca è stata prodotta in alcune migliaia di esemplari, e ciò ha reso il Meteor una delle più popolari barche a vela in Italia.
Il cantiere nautico che realizzò il primo Meteor nel 1968 fu la Sipla di Forlì poi diventata il famoso cantiere Comar dell'allora proprietario Renzo Zavatta. Dopo più di 40 anni il Meteor è ancora in produzione nel cantiere Nauticalodi dell'ing. Arcaini.

## Descrizione
Classica nelle sue linee d'acqua e con una buona efficienza idrodinamica, il Meteor ha un'attrezzatura semplice ma completa e soprattutto è una barca sicura e robusta, maneggevole e facile da condurre. Relativamente economica da gestire, è carrellabile e comoda da trasportare.
Nonostante il suo design piuttosto datato e grazie alla completezza della sua attrezzatura e all'estrema diffusione in tutti i porti Italiani, il Meteor è molto adatto alle regate, in particolare ai match race.
La Classe Meteor  è una classe monotipo riconosciuta dalla Federazione Italiana Vela fin dal 1984. Essa promuove oltre a regate locali, il campionato Nazionale, la cui XXXIV edizione, svoltasi a Portovenere (La Spezia) nel 2007, ha visto la partecipazione di ben 62 equipaggi.

## Specifiche tecniche
- Progetto: Van de Stadt (1968)
- Lunghezza scafo: 6 m
- Dislocamento: 770 kg
- Randa: 9,55 m²
- Genoa: 12 m²
- Fiocco: 8,35 m²
- Tormentina: 4,05 m²
- Spinnaker: 26 m²